# Iglesia de la Virgen del Faro
La iglesia de la Virgen del Faro es un templo católico situado en el lugar santanderino de Cueto (Cantabria), en España. Perteneciente a la parroquia de Santa María de Cueto, por sus originales cubierta y planta hexagonal está incluida en el Inventario General del Patrimonio Cultural de Cantabria, como bien inventariado. 

## Edificio
Se trata de un edificio con forma de hexágono en planta e inscrito en un círculo de 30 metros de diámetro. Consta de una sola altura que conforma un único espacio interior de 10 metros de altura en su centro.
Su original cubierta, a la vez estructura y cerramiento, está constituida por una lámina de hormigón formada por seis paraboloides hiperbólicos. Cada uno de ellos tiene, en planta, forma de cuadrilátero simétrico. Sus vértices se sitúan tres de ellos en altura y el cuarto en el suelo.
En su interior se conserva una base para el altar en forma de gradas realizadas en ladrillo, el altar, un Ambón y una peana para el sagrario de hormigón armado. Bajo el altar existe una cripta que acoge celebraciones de pocos asistentes.
En su cara norte se adosa un pequeño volumen que en su día albergó la sacristía y unos baños. Los huecos que forman la superficie curva de la cubierta entre los apoyos estaban cerrados mediante un sistema mixto; en la zona inferior se realizó un muro de ladrillo cerámico cara vista con un armado a base de sogas y tizones, resaltando estos últimos, y en el que se destacan los tendeles, dejando las llagas a hueso. El color del ladrillo es amarillo en el interior y rojo en el exterior. En cuatro caras existía sobre este cerramiento una cristalera destinada a la iluminación interior, pero disponiendo de un modo especial el cerramiento de la entrada y llevando a cabo un cerramiento ciego de ladrillo en la sexta cara, que se dispone en la espalda del altar.

### Protección
El edificio se encuentra incluido en el Inventario General del Patrimonio Cultural de Cantabria, como bien inventariado.
Se incoó expediente para su inclusión mediante Resolución de 3 de julio de 2000, publicada en el Boletín Oficial de Cantabria el 19 de julio de 2000. Se incluyó en el Inventario General del Patrimonio Cultural de Cantabria, como bien inventariado mediante Resolución de 15 de marzo de 2001, publicada en el Boletín Oficial de Cantabria el 27 de marzo de 2001; con corrección de error publicada en el Boletín Oficial de Cantabria el 30 de marzo de 2001.

## Historia
En el mismo emplazamiento del actual edificio existía una capilla bajo la misma advocación, bendecida e inaugurada por el obispo de Santander, José Eguino Trecu, el 20 de agosto de 1955. La celebración de la eucaristía fue seguida de una procesión y de una romería en los terrenos del antiguo hipódromo de Bellavista. Ocupaba la antigua tribuna real del hipódromo y en el momento de su inauguración su altar contaba con la imagen de la Virgen del Faro y a sus lados, del Sagrado Corazón y de san Roque.
El edificio actual se levantó en 1966 siguiendo el proyecto del arquitecto municipal Jaime Canceller Fernández con un presupuesto de un millón de pesetas. La finalidad del nuevo edificio por deseo del obispo Vicente Puchol Montis era la de convertirse en un espacio ecuménico para los extranjeros del camping de Bellavista, levantado en los terrenos del hipódromo. A tal fin, el espacio solo contó desde 1969 con una talla en madera, de Cristo crucificado, de dos metros de altura, de Jesús Otero. El diseño de Canceller, influido por Félix Candela, se caracteriza por su cubierta, de hormigón, formada por seis paraboloides hiperbólicos. 
Debido a problemas de aluminosis, los materiales se fueron deteriorando progresivamente motivando su cierre en 1990 y a que únicamente conservara la cubierta a principios del siglo xxi. En 2003, por iniciativa del párroco de Cueto, Julio Blanco, el obispado inicia la rehabilitación del edificio. La obra, responsabilidad de los arquitectos Pedro Fernández Lastra y Eduardo Cabanas Moreno, respetó la esencia del proyecto original de Canceller. Fue reabierta para el culto católico el 30 de mayo de 2009.